# Forn del Morruno
El Forn del Morruno és una obra de Prat de Comte (Terra Alta) protegida com a Bé Cultural d'Interès Local.

## Descripció
El forn es troba a la primera planta d'un edifici de dues plantes. Va entrar en funcionament l'any 1692. Als baixos d'aquest immoble hi ha una destil·leria.

## Història
Pels documents d'arrendament del forn se sap que cada desembre l'explotació del forn s'adjudicava mitjançant subhasta.
Al poble de Prat de Comte hi havia dos forns. Al forn Morruno era on els pobres anaven a pastar, a coure el pa i les pastes. Per cada quaranta pans enfornats, un se'l quedava el forner. El mateix passava quan coïen pastes, per cada vine fornades una safata era pel forner. Al mateix temps es coïa el pa de diferents famílies, per tal de distingir-ne el propietari es feien marques en el pa: talls o pessics.
A mitjan segle XX les collites de blat no van ser bones i havien de comprar la farina per fer-se el pa. Com que no sortia a compte el forn es tancà el 1968.
El forn es fa servir un parell de cops a l'any per Sant Antoni i la festa de l'Aiguardent. Per poder coure el pa cal encendre el forn dos dies abans per tal que s'assoleixi la temperatura adequada. Les pedres de la cúpula del forn es posen blanques quan s'assoleix l'escalfor necessària per coure.
Pel que fa a la destil·leria existeixen documents dels anys 1700 dipositats als fons notarials de Tortosa que en parlen. L'activitat vitivinícola era ben present a l'economia local, com demostra el fet que encara es conservin molts cellers, fins que la plaga de la fil·loxera i la Guerra Civil van canviar els conreus.
La destil·leria ha estat recuperada i s'inaugurà el 19 d'octubre de 2002.